# Joseph De Combe
Joseph De Combe   (Anvers, 19 de juny de 1901 - Anvers, 28 de desembre de 1965) va ser un nedador i waterpolista belga que va competir durant la dècada de 1920 i 1930.
El 1924 va prendre part en els Jocs Olímpics de París, on va disputar la competició de waterpolo, en què guanyà la medalla de plata. En aquests mateixos Jocs disputà la prova dels 200 metres esquena del programa de natació, en què també guanyà la medalla de plata. Quatre anys més tard, als Jocs d'Amsterdam, disputà sense sort, la prova dels 200 metres esquena del programa de natació. La seva tercera i darrera participació en uns Jocs Olímpics fou el 1936, a Berlín, on guanyà la medalla de bronze en la competició de waterpolo.
A nivell nacional destaquen vuit campionats nacionals dels 200 metres esquena, el 1922, 1923, 1924, 1928, 1929, 1931, 1935 i 1938.